# 夏书绅
夏书绅，清朝人，是一名清朝政治人物。
夏书绅曾于1897年接替葛祥熊任娄县知县一职，1899年由屈泰清接任。